# 林格爾米爾巴赫河
49°37′23.30″N 11°52′53.45″E / 49.6231389°N 11.8815139°E
林格爾米爾巴赫河是德國的河流，位於該國東南部，由巴伐利亞負責管轄，屬於菲爾斯河的支流，河道全長8公里，流域面積14.3平方公里，流經安貝格-蘇爾茨巴赫縣。